# Good Fellow Club Youth Camp
Le Good Fellow Club Youth Camp est un centre de vacances et de loisirs américain situé dans le comté de Porter, en Indiana. Protégé au sein du parc national des Indiana Dunes, il est inscrite au Registre national des lieux historiques depuis le 8 août 2013.